# Pankararú
El pankararú (Pancaré, Pankaré, Pancaru, Pankaruru, Pankarará, Pankaravu, Pankaroru, Pankarú, Brancararu) és una llengua extinta de l'est del Brasil. Hi ha 6.000 pankararús ètnics, però tots parlen portuguès. El 1961, només dos ancians recordaven alguna cosa de la llengua. Avui viuen a Brejo dos Padres i altres pobles de Tacaratu, estat de Pernambuco. La llengua es parlava originalment entre el riu Moxotó i el riu Pajeú.
Al segle xix l'ètnia es va dividir en dos grups ètnics, els pankararú i els pankararé. Una quarta part dels parkararé conserven la seva religió tradicional. La seva llengua, però, no és testimoniada, i només es pot suposar que és un dialecte de pankararú.

## Classificació
El pankararú no té parents provats i continua sense classificar-se. Hi ha similituds amb tupí i tucano. Meader (1976) va trobar que de 80 ítems lèxics coneguts, un terç (26) són clarament relacionats amb les llengües tupí. Especula que, per tant, els darrers parlants de pankararú podrien haver estat bilingües amb tupí. La identitat de la resta del vocabulari no s'ha identificat, i el pankararú pot ser una llengua aïllada.
L'atikum es parlava a prop, però és una llengua aïllada i no està relacionada amb el pankararú.
Loukotka (1968) també enumera aquestes llengües com a parlades anteriorment a Tacaratu, estat de Pernambuco. No se sap si estaven o no relacionats amb el pankararú:
- Jeriticó o Jiripancó – vila de Pindaé vora Brejo dos Padres a Tacaratu, Pernambuco. Ara els supervivents només parlen portuguès..
- Macarú – vila de Brejo dos Padres, Tacaratu. Uns pocs supervivents ara només parlen portuguès.
- Koiupanká[3] i Karuazu[4] podrien haver estat relacionats.
- Kalankó (Cacalancó), amb descendents que ara viuen a Água Branca (Alagoas), també podrien havaer estat relacionats amb els pankararú.[5]

## Vocabulari

### Loukotka (1968)
Loukotka (1968) va llistar els següents ítems de vocabulari.
| glossa | Pankarurú |
| ------ | --------- |
| home   | porkiá    |
| sol    | panyé     |
| terra  | zyobazyí  |
| tabac  | azyó      |

### Pompeu (1958)
Varietat lingüística de Pompeu (1958), originalment recollida per Carlos Estêvam:
| Portuguès (original) | Anglès (traduït)                             | "Brejo dos Padres"           |
| -------------------- | -------------------------------------------- | ---------------------------- |
| fogo                 | fire                                         | obaí                         |
| água                 | water                                        | jinikací; jatateruá; jai, já |
| brejo                | swamp                                        | ibiji, arôto                 |
| lagoa                | pond                                         | joo                          |
| terra                | earth                                        | jobají                       |
| pedra                | stone                                        | tóitú; ipá                   |
| sal                  | salt                                         | tuká                         |
| cachimbo             | smoking pipe                                 | kuna kuní                    |
| cachimbo cerimonial  | ceremonial pipe                              | matrinadô; matrigó           |
| maracá               | maraca                                       | káma, kabá eyá               |
| pinheiro             | pine                                         | burúti                       |
| menino               | boy                                          | jorã, óibo                   |
| parente              | relative                                     | gôyáji                       |
| irmã e prima         | sister and cousin                            | dakatái                      |
| onça preta           | black jaguar                                 | tupé                         |
| maracajá             | margay                                       | Gwariatã                     |
| porco                | pig                                          | tarací                       |
| mocó                 | cobai rupestre (Kerodon rupestris)           | kewí                         |
| tatu-peba            | six-banded armadillo (Euphractus sexcinctus) | kuriépe                      |
| boi                  | ox                                           | kanarí                       |
| vaca                 | cow                                          | tú                           |
| ovelha               | sheep                                        | pusharé; sumui íra           |
| passarinho           | small bird                                   | iushií                       |
| pena                 | feather                                      | tik                          |
| ovo                  | egg                                          | aji                          |
| papagaio             | parrot                                       | umaiatá                      |
| periquito            | parakeet                                     | glyglilin                    |
| peixe                | fish                                         | kamijo                       |
| abelha               | bee                                          | axxaó                        |
| madeira, pau         | wood, tree                                   | dáka                         |
| flor                 | flower                                       | barkíra                      |
| milho                | corn                                         | ta, mõni                     |
| tabaco, fumo         | tobacco, smoke                               | põi; ajó                     |
| bonito               | beautiful                                    | limin                        |